# Adam LeBor
Adam LeBor est un romancier et journaliste britannique né à Londres en 1961. LeBor a travaillé comme correspondant à l'étranger depuis 1991. Il a couvert la chute du communisme et les guerres en Yougoslavie pour The Independent et The Times et il a travaillé dans plus de trente pays. Actuellement[évasif] il effectue des reportages depuis la Hongrie et l'Europe centrale pour The Economist, le magazine Monocle et Newsweek. Aux États-Unis, il collabore au New York Times et au Daily Beast,.
LeBor a écrit plusieurs romans et essais, publiés dans une douzaine de langues. Il chronique des livres pour The Economist, le New York Times et Literary Review.

## The Budapest Protocol
Son premier roman, The Budapest Protocol, est publié par Reportage Press en mai 2009 au Royaume-Uni. Il reçoit une bonne critique de Boris Starling : « a superior thriller; tense, intelligent and thought-provoking. One of those rare books which flies by while you're reading it, but stays with you long after you've finished ».
L'intrigue est en partie inspirée du rapport des services secrets américains The Red House Report, censé rapporter une rencontre à l'Hôtel Maison Rouge de Strasbourg le 10 août 1944 entre des officiels Nazis et des industriels allemands pour planifier la prospérité de l'Allemagne après sa perte certaine de la Seconde Guerre mondiale. 
Néanmoins, il n'y a aucune preuve que ce rapport existe réellement ailleurs que dans les écrits de LeBor et une poignée de sources non confirmées.

## La sérieYael Azoulay
LeBor est l'auteur d'une série de romans ayant pour cadre les Nations unies et mettant en scène Yael Azoulay, un ancien agent du Mossad travaillant secrètement pour le secrétaire général. Le personnage est inspiré du Yael de la Bible, qui tua le général Canaanite Sisera, et alimenté par l'expérience de LeBor comme reporter lors des conflits aux Balkans quand il a rencontré des officiels de l'ONU et des troupes de maintien de la paix.
- The Geneva Option, (2013, HarperCollins). Des entreprises françaises, allemandes et israéliennes complotent pour accaparer les réserves mondiales de coltan, un minerai essentiel pour la production d'ordinateurs et de téléphones mobiles. Yael découvre également la mise en place d'un nouveau génocide en Afrique[6].
- The Washington Stratagem (HarperCollins, 2014). Un complot même le complexe militaro-industriel américain à de l'espionnage avec Téhéran[7].
- The Istanbul Exchange, un court-roman téléchargeable en e-book novella (HarperCollins US, 2013)[8].

## Non-fiction
- A Heart Turned East examine la vie des minorités musulmanes en Europe et aux États-Unis.
- Hitler's Secret Bankers traite de la complicité de la Suisse avec l'Allemagne nazie (nommé au Orwell Prize).
- Seduced By Hitler sur la vie quotidienne sous le IIIe Reich.
- Milosevic: A Biography raconte la vie de l'ancien président serbe.
- City of Oranges: Arabs and Jews in Jaffa brosse le portrait de familles arabes et juives à Jaffa, en Israël (nommé au Jewish Quarterly Wingate Prize).
- Complicity with Evil: The United Nations in the Age of Modern Genocide traite de l'échec des Nations unies à stopper les génocides en Bosnie, au Rwanda et au Darfour, en se focalisant sur le rôle des fonctionnaires de l'O.N.U.
- The Believers: How America fell for Bernard Madoff's $65 billion Investment Scam sur la psychologie de la fraude orchestrée par Madoff .
- Tower of Basel: The Shadowy History of the Secret Bank that Runs the World est la première enquête sur l'histoire de la Banque des Règlements Internationaux[9].
- LeBor a co-écrit et présente Jaffa Stories, un documentaire pour la BBC basé sur son ouvrage City of Oranges[10].